# Хуцишвили, Элгуджа Георгиевич
Элгуджа Георгиевич Хуцишвили (род. 1943) — советский футболист, нападающий. Советский и грузинский тренер.
Осетин. В 1962 году дебютировал в дубле «Динамо» Тбилиси. Играл в чемпионате СССР за «Динамо» (1963—1967) и «Торпедо» Кутаиси (1967—1968). В дальнейшем выступал за клубы «Локомотив» Тбилиси (1968—1970), «Торпедо» Кутаиси (1971), «Дила» Гори (1972—1973).
Работал тренером (1974, 1978—1979) и старшим тренером (1976—1977) в «Диле», на тренерских и административных должностях в «Шевардени» / «Шевардени-1906» / ТГУ Тбилиси (1987—1989, 1994—2000).